# Діолк

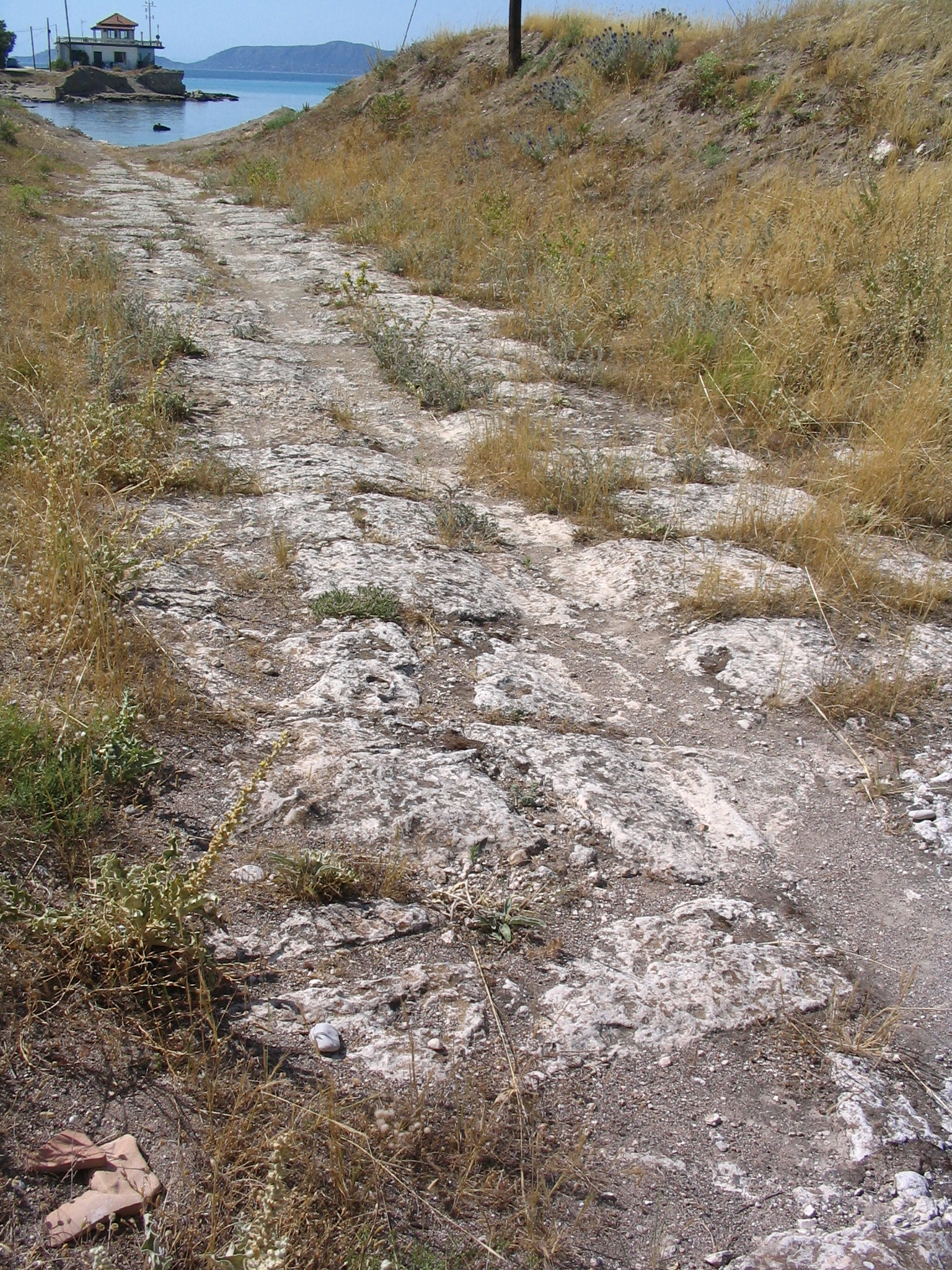
Діолк (сучасний вигляд)

37°56′57″ пн. ш. 22°57′45″ сх. д. / 37.9491° пн. ш. 22.9624° сх. д.
Діолк (дав.-гр. Δίολκος) — волок на Істмі біля Коринфа, створений для перетягування кораблів із Коринфської до Саронічної затоки і навпаки. Мав довжину приблизно 6 км.
Ставши коринфським тираном, Періандр планував збудувати замість діолка канал, але будівничі його відмовили. Замість цього за наказом Періандра діолк розширили до 3-3,5 метрів і забрукували кам'яними плитами. У колію між плитами встановлювали дерев'яні рейки, змащені жиром. Це дозволяло як перетягувати судна, так і перевозити вантажі на візках, які штовхали раби. За користування діолком брали платню, яка швидко перетворилася на головне джерело доходів коринфської скарбниці — врешті в місті навіть скасували податки.

## Функція
Діолк скоротив шлях для кораблів, що пливли з Егейського до Іонічного моря, навколо Пелопоннеса небезпечним морським шляхом.

## Історія
Давня література не може сказати точну дату побудови Діолка. Фукідіду (460 р. до н. е. — 395 р. до н. е.) Діолк вже здавався чимось древнім. Древні листи та пов'язані з ними гончарні вироби, знайдені на місці, вказують що Діолк було побудовано наприкінці 7-го або на початку 6 століття до н. е., тобто приблизно в той час, коли Періандр був коринфським правителем.
Як повідомляється, Діолк регулярно використовувався принаймні до середини І століття нашої ери, після чого більше не було жодних письмових згадок. Можливо, цей шлях був виведений з експлуатації невдалими гідротехнічними роботами Нерона в 67 році нашої ери. Набагато пізніші перевезення військових кораблів через перешийок наприкінці 9 століття та близько 1150 року, як вважається, використовували інший маршрут, а не Діолк. Бо той в свою чергу, доволі сильно відставав у часі від тогочасних технологій.

### Військове значення
Діолк відігравав важливу роль у стародавній морській війні. Грецькі історики виділяють декілька випадків з 5 по 1 століття до н. е., коли були перевезені військові кораблі через перешийок, щоб прискорити військово-морську кампанію. У 428 р. до н. е. спартанці планували перевезти свої військові кораблі Діолком до Саронської затоки, щоб наблизитись до Афін, тоді як пізніше в Пелопоннеській війні, 411 р. до н. е., вони швидко перевезли ескадри, що прямували до операцій у Хіосі. У 220 р. до н. е. Димитрій Фароський мав флот із близько п'ятдесяти суден, транспортованих через перешийок до Коринфської бухти за допомогою своїх людей.
Через три роки Філіпп V переправив Македонський флот з 38 суден, а більші за габаритами військові кораблі пропливали навколо мису Малея. Після своєї перемоги при Акції в 31 році до н. е., Октавіан якнайшвидше почав протидіяти Марку Антонію, наказавши частину із своїх 260 кораблів перевозити через перешийок. У 868 році н. е. візантійський адмірал Нікетас Оріфас переправив увесь свій флот зі ста дромонів через перешийок, аби швидко виконати поставлену перед ним задачу, але це відбулося, швидше за все, за допомогою іншого маршруту.

## Комерційне значення
Незважаючи на часті згадки про Діолк у зв'язку з військовими операціями, сучасна наука припускає, що головним призначенням шляху, мабуть, було перевезення різного роду вантажів, враховуючи, що військові кораблі не потребували перевезення дуже часто, а античні історики завжди були більше зацікавлені у війні, ніж у комерції. Коментарі Плінія Старшого та Страбона, в яких описувалося, що «Діолк» перебуває на регулярній службі за мирних часів, також передбачає регулярне комерційне використання доріжки. Збігаючись за часом з піднесенням монументальної архітектури в Греції, спорудження Діолків, можливо, спочатку слугувало для транспортування важких вантажів, таких як мармур, моноліти та деревина до точок на захід і схід. Невідомо, які кошти Коринф міг заробляти з Діолка на його території, але той факт, що доріжка використовувалася та підтримувалася ще довго після її будівництва, свідчить про те, що вона залишалася для торгових суден привабливою альтернативою подорожі навколо мису Малеа ще з давніх часів.

## Будова
Діолк пролягав через найвужчу частину перешийка, де дорога слідувала за місцевою топографією вигнутим ходом для того, щоб уникати крутих нахилів. Його загальна довжина оцінюється в межах 6–7 км (3,7–4,3 милі), 8 км (5 миль) або 8,5 км (5,3 милі) залежно від кількості передбачуваних вигинів, що враховуються. Всього 1100 метрів було відстежено археологічним шляхом, по більшому рахунку на його західному боці, поблизу Коринфської затоки. Там шлях починався в причальному місці на південь від більш пізнього каналу і пролягав паралельно водному шляху на кілька сотень метрів, після чого він переходив на північну сторону, проходячи невеликим вигином аналогічну відстань уздовж каналу. Звідси Діолк або прямим шляхом прямував по ходу сучасного каналу, або простягався на південь широкою дугою. Дорога закінчувалася в затоці Сароні, в сучасній Каламарії, описаний Страбоном як східний кінець шляху. Розділи Діолка були зруйновані Коринфським каналом ХІХ століття та іншими сучасними установками.

### Шлях і транспорт
Діолк був доріжкою, обкладеною твердим вапняком з паралельними канавками, що проходять близько 1,60 метра (63 дюйми) один від одного. Проїжджий шлях був шириною від 3,4 до 6 метрів. Оскільки античні джерела мало розповідають про те, як кораблі перевозили поперек, спосіб судноплавства значною мірою повинен бути реконструйований з археологічних даних. Доріжки вказують, що перевезення здійснювалось на якомусь колісному транспортному засобі. Або судно, і вантаж перевозили на окремих транспортних засобах, або лише вантаж перевозили та перевантажували на інший корабель з протилежного боку перешийку.
Щоб не пошкодити кіль під час транспортування, застосовували гіпозомати, товсті мотузки, що протягали від носу до корми, щоб зменшити провисання та застрягання корпусу. Імовірно, кораблі та вантаж тягнули люди та тварини мотузками, снастями.
Вчений Толлі мав на меті встановити кількість людей, необхідних для перетягування суден над хребтом перешийка. Якщо припустити, що тріум, просочений водою, важив 38 тонн, включаючи його візок, і що людина може підтримувати силу 300 Н протягом тривалого періоду часу, команди, що тягнуть — залежно від схилу та поверхні колійної дороги — повинні мати чисельність між 112 і 142 людьми з комбінованим зусиллям сили від 33 до 42 кН, або вагою близько 3,8 т. Для швидкого перевезення візка може знадобитися до 180 чоловіків. Якщо припустити швидкість 2 км на годину протягом розрахункової довжини 6 кілометрів, то для перенесення з моря в море потрібно було б три години.

## Антична рейкова колія
За словами британського історика М. Льюїса, Діолк являв собою рейкову колію, тобто колію, яка спрямовує транспортні засоби таким чином, що вони не можуть вийти з неї. Вимірюючи між 6 км і 8,5 км (5,3 милі), обслуговуючись протягом щонайменше 650 років, і, будучи відкритою для всіх як за оплату, Діолк являв собою громадську дорогу, концепція якої, за словами Льюїса, не існувала до 1800-х років. Крім того, середня ширина шляху 160 см (63 дюйми) схожа на сучасні стандарти.
Однак уважне вивчення розкопаних доріжок може дати більш деталізовану картину. Хоча існує думка, що пази у східній частині були навмисно врізані в кам'яні плити для спрямування коліс. З іншого боку, опуклості на цій ділянці дороги можуть також вказувати на навмисно прокладені колії. Загалом, різні форми канавок також можуть бути пояснені тривалим періодом експлуатації Діолка, протягом якого модифікації та ремонти повинні суттєво змінитися загальний вигляд цього шляху.

## Сучасне використання
Головний інженер Коринтського каналу Бела Герстер провів широкі дослідження топографії перешийка, але не виявив Діолк. Залишки корабельної колії, ймовірно, вперше були ідентифіковані німецьким археологом Хаббо Герхардом Лоллінггом у виданні «Baedeker» 1883 року. У 1913 році Джеймс Джордж Фрейзер повідомив у коментарі до «Павзанії» про сліди давньої доріжки через перешийок, тоді як частини західної набережної були відкриті Гарольдом Норс Фаулером у 1932 році.
Систематичні розкопки, нарешті, були здійснені грецьким археологом Ніколаосом Верделісом між 1956 і 1962 роками, і вони виявили майже безперервну протяжність у 800 м (2600 футів) і простежили близько 1100 м (3600 футів) загалом. Незважаючи на те, що доповіді Верделіса про розкопки продовжують слугувати основою для сучасних інтерпретацій та теорій, його передчасна смерть завадила повному опублікуванню, залишивши багато відкритих питань щодо точного характеру структури. Додаткові розслідування, призначені для доповнення роботи Верделіса, пізніше опублікували Жорж Рапсает та Уолтер Вернер.
Сьогодні ерозія, викликана переміщенням кораблів по сусідньому Коринфському каналу, залишила значну частину Діолк у жахливому стані, особливо на його розкопаному західному кінці. Критики, які звинувачують грецьке міністерство культури у тривалій бездіяльності, подали петицію щодо збереження та відновлення зареєстрованого археологічного місця.

## Античні джерела
- Thucydides  3.15.1, 8.7, 8.8.3–4
- Aristophanes , Thesmophoriazusae  647–648
- Polybius  4.19.7–9 [318], 5.101.4 [484], frag. 162 (ed. M. Buettner-Wolst)
- Livy  42.16.6
- Strabo  8.2.1 [C.335], 8.6.22 [C.380], 8.6.4 [C.369]
- Pliny_the_Elder , Natural_History 4.9–11, 18.18
- Cassius_Dio  51.5
- Hesychius_of_Alexandria  (ed. Schmidt, I, p. 516.80)
- Suda  2.92
- George_Sphrantzes  1.33
- Muhammad_al-Idrisi (Joubert, P.A.: Géographie d'Édrisi 2, Paris 1840, p. 123)